# Fryderyk Franciszek Hohenlohe-Waldenburg-Schillingsfürst
Fryderyk Franciszek Hohenlohe-Waldenburg-Schillingsfürst (niem. Friedrich Franz Augustin Maria Prinz zu Hohenlohe-Waldenburg-Schillingsfürst, ur. 15 lutego 1879 w Budapeszcie; zm. 24 maja 1958 w Kurytybie, Brazylia) – niemiecki arystokrata i książę z dynastii Hohenole, mąż Stefanii Richter, księżnej nazistów .

## Życiorys
Fryderyk Franciszek urodził się 15 lutego 1879 roku w Budapeszcie jako drugie dziecko księcia Klodwiga Karola Józefa Hohenlohe-Waldenburg-Schillingsfürst i hrabiny Franciszki Esterházy von Galántha (1856–1884). Po zakończeniu nauki bardzo wcześnie rozpoczął służbę w dyplomacji. Pełnił między innymi funkcję attaché wojskowego Austro-Węgier w Sankt Petersburgu. Według brytyjskiej Służby Bezpieczeństwa MI5, odpowiedzialnej za ochronę kraju przed penetracją obcych służb wywiadowczych, książę Fryderyk został wciągnięty w podejrzaną działalność szpiegowską jako szef niemieckiej propagandy i kierownik niemieckiej siatki w Szwajcarii.
W czasie I wojny światowej walczył na froncie wschodnim. Po jej zakończeniu przyjął obywatelstwo węgierskie.
Dnia 12 maja 1914 roku w katedrze westminsterskiej, katolickim kościele arcybiskupim w Londynie książę Fryderyk poślubił Stefanię Richter, nieślubną córkę Ludmiły Kurandy, praskiej żydówki i lichwiarza Maxa Wienera. Nie było to małżeństwo z miłości. Fryderyk dawał Stefanii arystokratyczny tytuł, Stefania zaś Fryderykowi zabezpieczenie finansowe pozwalające pokryć jego wcale niemałe długi hazardowe. Ślub przyśpieszono, aby uniknąć skandalu, ponieważ Stefania była w ciąży z arcyksięciem Franciszkiem Salwatorem Toskańskim. 5 grudnia 1914 Stefania urodziła syna:
- Franciszek Józef Rudolf Jan Werand Maksymilian Stefan Antoni Hohenlohe-Waldenburg-Schillingsfürst (ur. 5 grudnia 1914; zm. 12 lipca 2008)

Książę Fryderyk usynowił syna Stefanii. Wkrótce po ślubie drogi małżonków rozeszły się. Małżeństwo zostało rozwiązane 1920 roku. 6 grudnia tego roku Fryderyk poślubił hrabinę Emanuelę (Ellę) Batthyány (1883–1964).
Fryderyk Franciszek zmarł 24 maja 1958 w Kurytybie w Brazylii.